# Виктор Фридрих фон Золмс-Зоненвалде
Виктор Фридрих фон Золмс-Зоненвалде (на немски: Victor/Viktor Friedrich von Solms-Sonnenwalde; * 16 септември 1730, Бойценбург; † 24 декември 1783, Берлин) е граф на Золмс-Зоненвалде, Алт-Поух, пруски дипломат и при Фридрих II пруски посланик в Стокхолм (1755 – 1757) и Санкт Петербург (1762 – 1779).

## Биография
Той е вторият син на граф Ото Вилхелм фон Золмс-Зоненвалде (1701 – 1737), камерхер в Курфюрство Саксония, и съпругата му Доротея Сабина фон Арним (1707 – 1738), дъщеря на пруския министър Георг Дитлоф фон Арним-Бойценбург (1679 – 1753). По-големият му брат Карл Георг Хайнрих (1728 – 1796) е граф на Золмс-Зоненвалде, Вернсдорф, Халтауф и Келе.
Дядо му по майчина линия Георг Дитлоф фон Арним-Бойценбург отговаря за възпитанието му. Виктор Фридрих следва от 20 март 1747 г. в университета във Франкфурт и от 1749 г. в Лайпциг. След тригодишно следване той започва пруска държавна служба, където получава титлата „легационски съветник“.
По предложение на министрите Хайнрих граф фон Подевилс и Карл Вилхелм фон Финкенщайн пруският крал Фридрих Велики го номинира през 1755 г. за извънреден посланик в кралския двор в Стокхолм. През това време сестрата на Фридрих, Луиза Улрика, е кралица в Швеция.
През 1757 г. Виктор Фридрих е извикан обратно от Стокхолм и през 1762 г. е изпратен в царския двор в Русия, където Петър III е свален от Екатерина II. Золмс остава 17 години като посланик в Санкт Петербург, където има добър контакт с Екатерина и нейния външен министър Панин. През 1764 г. той прави възможен съюза между Русия и Прусия. През 1765 г. е отличен с „ордена Александър-Невски“ и участва също в първата подялба на Полша през 1772 г. затова получава пруския орден Черен орел.
През късното лято на 1779 г. по здравословни причини той се отказва от службата си посланик. Крал Фридрих II го номинира на оберхофмаршал. Освен това той е катедрален домхер на Халберщат и Хавелберг.

## Фамилия
Виктор Фридрих фон Золмс-Зоненвалде се жени на 20 май 1754 г. за графиня Фридерика Вилхелмина Шарлота фон Дьонхоф (* 19 септември 1726; † 4 януари 1794, Берлин), дъщеря на пруския генерал-лейтенант Александер фон Дьонхоф (1683 – 1742) и графиня Шарлота фон Блументал (1701 – 1761). Те имат три деца:
- Кристиан Вилхелм Карл Лудвиг Емил Александер граф фон Золмс-Зоненвалде-Поух (* 13 март/ноември 1755/1756, Берлин; † 14 август 1799, Зуков), ∞ на 16 ноември 1784 г. в Шьонермарк за графиня Фридерика Кристиана Елизабет фон Шлипенбах (* 18 май 1767; † 5 февруари 1843, Целе), сестра на граф Карл Фридрих Вилхелм фон Шлипенбах (1768 – 1839); родители на Вилхелм фон Золмс-Зоненвалде (1787 – 1859)
- син (* 1756)
- Фридерика Луиза Шарлота графиня фон Золмс-Зоненвалде (* 5 декември 1759, Берлин; † 22 декември 1811, Зуков), ∞ на 29 юни 1777 г. в Берлин за Георг Леополд Вивигенц фон Арним (* 10 декември 1747, Зуков; † 20 октомври 1828, Зуков)